# Удика набораног листа
Име рода коме припада удика набораног листа (Viburnum rhytidophyllum) потиче од латинског назива биљне врсте. Епитет врсте значи - са набораним листовима. Научни назив дао је енглески ботаничар Хемсли (William Botting Hemsley, 1843-1924) објавивши опис биљке у Journal of the Linnean Society, Botany 23(156): 355. 1888 године. Биљка нема синониме, осим једног непризнатог - Callicarpa vastifolia Diels, објављеног у Botanische Jahrbücher fur Systematik 29: 547 (1901) који је оспорио Govaerts. Кинески назив је ђоу је киа ми (皱叶荚蒾) и значи исто - удика набораног листа.

## Опис врсте
Зимзелени жбун висок 3–4 m и исто толико и широк. Кора сивобраонкаста. Овогодишњи леторасти робусни, жутобеличасти, жутобраонкасти или црвенобраонкасти густо звездасто длакави; прошлогодишње гранчице црвенобраонкасте или тамносиве, цилиндричне или благосужене, без већих бразди или гребена, голе, са распршеним, малим, заобљеним лентицелама. Зимски пупољци без љуспи, жутобраонкасти или црвенкастосмеђи звездасто длакави.
Листови су наспрамни без залистака, на врху зашиљени или тупи, заобљени или благо срцасти у основи; петељке робусне, 1,5–3 (–4) cm, дебеле жутобеличасте, жутобраонкасте или црвенобраонкасте звездасто длакаве; лиске жутобеличасте, жутобраонкасте или црвенкастосмеђе док су младе, постају интензивно зелене адаксијално, јајастодугуљастe до јајастоланцетастe, ретко копљастe, 8–18 (–25) × (1,5–) 2,5–8 cm, кожастe, абаксијално грубе текстуре, мрежасте, адаксијално сјајне, ретко звездастодлакаве када су младе; средишњи нерв издигнут абаксијално, бочни нерви 6-8 (–12), перасто распоређени, лучно повијени, разгранати, спајају се међусобно близу маргине. Маргина цела или неупадљиво зупчаста.
Цветови, који се појављује по олиставању (априла-маја), су у великим терминалним, сложеним штитастим цвастима пречника 7–12 cm; вијугаве дршке зракасте; од првог нодуса цвасти обично полази 7 дршки; оне су густо звездасто длакаве, жутобеличасте, жутобраонкасте или црвеносмеђе. Цваст без великих стерилних цветова карактеристичних за род Viburnum. Формирају се у јесен у облику голог пупољка и остају изложени током целе зиме, све док се цветови не отворе следећег пролећа. Цветови без мириса, пречника око 1 cm, на дршкама 3. реда. Чашица зеленкаста; цевастозвонаста, 2–3 mm, цев густо обрасла жутобеличастим звездастим длакама; режњеви широко троугластојајасти, 0,5–1 mm, ретко звездасто длакави, на врху тупи. Круница бела, ружичаста у пупољку и споља, 5–7 mm у пречнику, цев 3–4 mm; режњеви раширени, кружнојајасти, 2–3 mm, врх заобљен, маргина цела. Прашници дужи од крунице, расту из основе круничне цеви; филаменти око. 6 mm; антере жуте, широко елиптичне, око. 1 mm. Стубић мало прелазе режњеве чашице; жиг главичаст.
Плодови су широко елиптичне коштунице, 6–8 mm, у почетку црвени, а затим сјајно црни; заобљене основе и врха, голи или ретко звездасто-длакави; плодоноси септембра – октобара, а плодови остају на гранама до краја године. Коштице стиснуте, широко елиптичне, 6-7 × 4–5 mm, са 2 дорзална и 3 вентрална жлеба, врх заобљен. Маса 1000 зрна је 25 g. Семе албуминско, клијање епигеично.

## Ареал
Пореком из централне и западне Кине. Јавља се у шумама и шикарама Гуејџоуа, западног Хубеја, југа Шенсија и Сичуану од 700 до 2400 m над морем. У Европу, тачније Уједињено Краљевство интродуковао ју је Вилсон (Ernest Henry "Chinese" Wilson, 1876-1930) 1900. године за расадник Вич (Veitch).

## Биоеколошке карактеристике
Лако се гаји на просечном, добро дренираном земљишту у сенци или на умерено инсолираним местима, зона: 5 до 8. Треба је садити на месту заштићеном од зимских ветрова. При изразито ниским зимским температурама листови, а и читав надземни део може да измрзне. Код нас је издржљива и добро цвета упркос изложеношћу цвасти (делимично формираних у јесен) зимским температурама.

## Примена
Декоративност овог високог жбуна је у набораним, блиставим листовима и крупним цвастима. У појединим написима категорише се као једна од најизразитијих и најупечатљивијих, не само од удика него од свих кинеских жбунова интродукованих у новије време. Ова констатација се односи само на биљке које се узгајају на добром тлу и заштићеном положају. Биљке на погрешно одабраној локацији могу да изгледају врло лоше. Ако жбун изгуби лепу форму или му је потребна ревитализација, може да се ореже до земље. Одмах после цветања орезују се прецветале цвасти како би се током лета формирали цветни пупољци за следећу годину.
Сади се у групама сама или у мешавини са другим лишћарским жбуновима. Може се узгајати као жива ограда. Врста такође има вредност као солитер због кремасто белих цвасти које привлаче лептире, коштуница у јесен и током ране зиме и зимзелених листова током зиме.

## Размножавање

### Генеративно размножавање
Посејано семе клија око 75% после шестомесечне стратификације.
Семе показује двоструку (морфофизиолошку) дормантност и мора да се подвргне топлохладној стратификацији. Сетва семена у лето у фази физиолошке зрелости и држање на отвореном у влажном супстрату до следећег пролећа обезбедиће природну топлохладну стратификацију. Међутим, бољи ефекат се може постићи вештачким излагањем семена температури од око 25 °C четири месеца и четири месеца у фрижидеру на 5 °C, а затим сетвом на отвореном.

### Вегетативно размножавање
Клонови, као Viburnum rhytidophyllum ‘Cree’, размножавају се полузрелим резницама током лета у мешавини тресета, перлита и (песка) у запреминском односу 1:1:(1) уз претходни третман прашкастим IBA 0,5-0,75%; ожили се 82-85% за 4 недеље под мистом и супстратом загрејаним на 21 °C. 
За одрвењеније полузреле резнице узете септембра-октобра или фебруара препоручује се јачи претретман прашкастом IBA 0,8-2% и побадање у супстрат од тресета и песка (3:1); ожиљавање траје 7-8 недеља у пластичном тунелу изнад парапета у стакленику. Излагање резница полупроводничким ласерским зрацима показало је позитивне резултате на ожиљавање.
Од постризогених метода може да се примени ваздушно полегање са успехом мањим од 50%.

## Унутарврсни таксони и хибриди
Viburnum rhytidophyllum ‘Cree’

Ортета овог клона добијена је из слободно опрашеног семена биљке која се налази у Кини. Клон је пуштен је у продају 1994. године; сличан је основној форми, али је компактнији 'Cree' је зимзелен до полузимзелен, прилично усправан, густи жбун који досеже висину од 2,5 m и ширину 2-2,5 m са спором брзина раста.
Viburnum rhytidophyllum f. roseum hort

Цветови су ружичасти у пупољку, отворени постају бели са ружичастом нијансом. Биљка на основу које је извршен опис у Гарден крониклу (Gard. Chron., Vol. 104, 1938) одгајена је у приватном врту близу Плимута.
V. × rhytidocarpum Lemoine

(V. rhytidophyllum × V. buddleifolium C.H. Wright) Лемоанов (Victor Lemoine, 1823-1911) хибрид комерцијализован 1936. Није од хортикултурног интереса.
V. × rhytidophylloides Suring.
 
(Syn. V. lantanophyllum Lewine; V. rhytidophyllum × V. lantana L.) јавља се релативно често када ове две врсте расту заједно.
V. × rhytidophylloides ‘Holland’
  клон ове хибридне врсте издвојен је 1925. Подсећа на V. rhytidophyllum, али су листови већи и мање наборани, скоро листопадни.
V. rhytidophyllum × V. utile ‘Pragense’.

Хибрид краћих елиптичних или елиптичнокопљастих листова, дугих 2,5 cm, синтетисан у Прагу 1959. године. Гране су му виткије, а хабитус опуштен. Отпорнији на ниске температуре од V. utile Hemsl.